# Mohamed Ismail Ahmed Ismail
Mohamed Ismail Ahmed Ismail (7 de julho de 1983) é um futebolista profissional emiratense que atua como defensor.

## Carreira
Mohamed Ismail Ahmed Ismail fez parte do elenco da Seleção Emiratense de Futebol da Copa da Asia de 2015.